# 国家外汇管理局
国家外汇管理局，标准简称国家外汇局，亦簡稱外管局，是中华人民共和国国务院主管外汇和国际收支工作的国务院部委管理的国家局，现由中国人民银行管理。
国家外汇局負責管理国家外汇收支、买卖、借贷、转移以及国际间的结算、外汇汇率和外汇市场。

## 沿革
国家外汇管理局在1979年成立时，与中国银行在北京市西城区西交民巷17号合署办公，当时中国银行同时承担着外汇管理和经营职能，与外汇局属于一个机构两块牌子；1982年，因机构改革，中国银行开始专司外汇经营业务，国家外汇管理局从中国银行独立后划归中国人民银行领导，单独履行国家的外汇管理职能。1985年7月，国家外汇管理局从西交民巷迁往百万庄大街甲2号（现为华融置业办公楼），1987年1月又迁往月坛南街32号（现为银岛商务楼）。
1988年8月13日《国务院关于国务院机构设置的通知》中明确：国家外汇管理局是司局级的部委归口管理的国家局，由中国人民银行归口管理。1991年10月，国家外汇管理局将办公地点迁往朝阳区北辰东路汇宾大厦。1994年，人民币官方汇率与外汇调剂价格正式并轨。
1997年12月，国家外汇管理局再次搬迁至海淀区阜成路华融大厦。2021年8月2日，国家外汇管理局启用位于西城区北京金融街的新办公区。

## 职责
根据《国家外汇管理局职能配置、内设机构和人员编制规定》，国家外汇管理局承担下列职能：
1. 设计、推行国际收支统计体系、申报制度，编制国际收支平衡表。
2. 分析、研究外汇收支和国际收支状况，提出達致国际收支平衡的政策建议，研究人民币在资本项目下的可兑换。
3. 管理外汇市场的运作；向人民银行提供制订汇率政策的建议。
4. 制订经常项目汇兑管理办法，监督经常项目的汇兑。
5. 监督资本项目下的交易和外汇的汇入、汇出及兑付。
6. 按规定经营和管理国家的外汇储备。
7. 起草外汇行政管理规章，检查境内机构执行外汇管理法规的情况。
8. 参与有关国际金融活动。
9. 承办国务院和人民银行交办的其他事项。

## 机构设置
根据《国家外汇管理局职能配置、内设机构和人员编制规定》，国家外汇管理局内设机构为副司局级，分支机构与人民银行分支机构共用办公设施。外汇局设置下列机构：（以下机构除注明外皆为副司局级）

### 内设机构
- 综合司（政策法规司）
- 国际收支司
- 经常项目管理司
- 资本项目管理司
- 管理检查司
- 储备管理司
- 人事司（内审司）
- 科技司

### 直属事业单位
- 中央外汇业务中心
- 国家外汇管理局外汇业务数据监测中心
- 国家外汇管理局机关服务中心
- 国家外汇管理局外汇研究中心

### 分支机构
- 国家外汇管理局北京市分局
- 国家外汇管理局天津市分局
- 国家外汇管理局河北省分局
- 国家外汇管理局山西省分局
- 国家外汇管理局陕西省分局
- 国家外汇管理局内蒙古自治区分局
- 国家外汇管理局辽宁省分局
- 国家外汇管理局吉林省分局
- 国家外汇管理局黑龙江省分局
- 国家外汇管理局上海市分局
- 国家外汇管理局江苏省分局
- 国家外汇管理局安徽省分局
- 国家外汇管理局浙江省分局
- 国家外汇管理局福建省分局
- 国家外汇管理局江西省分局
- 国家外汇管理局山东省分局
- 国家外汇管理局河南省分局
- 国家外汇管理局湖北省分局
- 国家外汇管理局湖南省分局
- 国家外汇管理局广东省分局
- 国家外汇管理局广西壮族自治区分局
- 国家外汇管理局海南省分局
- 国家外汇管理局重庆市分局
- 国家外汇管理局四川省分局
- 国家外汇管理局贵州省分局
- 国家外汇管理局云南省分局
- 国家外汇管理局西藏自治区分局
- 国家外汇管理局甘肃省分局
- 国家外汇管理局青海省分局
- 国家外汇管理局宁夏回族自治区分局
- 国家外汇管理局新疆维吾尔自治区分局
- 国家外汇管理局深圳市分局
- 国家外汇管理局厦门市分局
- 国家外汇管理局宁波市分局
- 国家外汇管理局青岛市分局
- 国家外汇管理局大连市分局

### 直属企业单位
- 《中国外汇》杂志社
- 梧桐树投资平台有限责任公司
- 上海中汇金融外汇咨询有限公司
- 华安公司（中国香港）
- 华新公司（新加坡）
- 华欧公司（欧洲）
- 华美公司（美国）

## 历任领导
局长
- 卜明（1979年6月－1982年5月）
- 唐赓尧（1982年4月－1990年12月）
- 殷介炎（1990年12月－1994年1月）
- 朱小华（1994年1月－1995年9月）
- 周小川（1995年9月－1998年4月）
- 吴晓灵（1998年4月－1998年10月）
- 李福祥（1998年10月－2000年5月）
- 吴晓灵（2000年5月－2001年4月）
- 郭树清（2001年4月－2003年3月）
- 胡晓炼（2005年3月－2009年7月）
- 易纲（2009年7月－2016年1月12日）
- 潘功胜（2016年1月12日－2023年12月9日）
- 朱鹤新（2023年12月9日－，中国人民银行副行长兼）

副局长
- 张新（2017年6月－2020年1月）
- 郑薇（2016年7月－2025年1月）
- 宣昌能（2018年7月－2022年10月）
- 陆磊（2017年6月－2023年12月）
- 王春英（2020年6月－2024年8月）[5]
- 李红燕（2023年1月－）
- 徐志斌（2024年1月－）
- 李斌（2024年11月－）
- 刘斌（2025年3月－）